# Arbre d'ornement

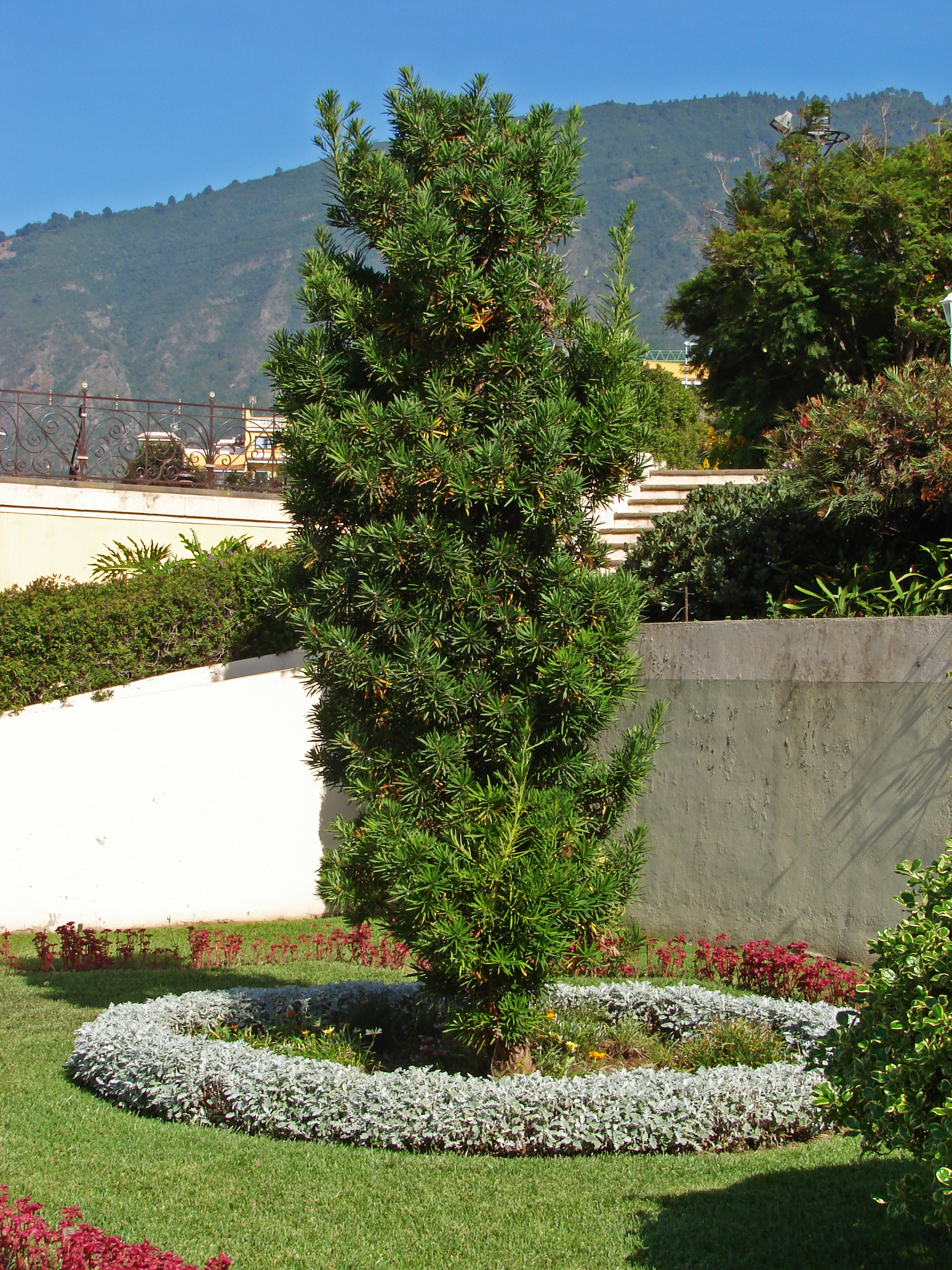
Un « pin des bouddhistes » (Podocarpus macrophyllus) dans un jardin à La Orotava, aux îles Canaries.

Les arbres d'ornement sont complantés au sein de l'espace public urbain, campagnard ou montagnard (rues, parcs, jardins, bords des routes, etc.), mais également dans les lieux privés. Leur fonction ne se limite pas à l'ornementation. Ils assurent l'ombrage, le rafraîchissement mais aussi l'accueil d'une faune diversifiée dans les lieux où ils sont implantés.